# Atletica leggera ai Giochi della II Olimpiade - Getto del peso
La gara del getto del peso dei Giochi della II Olimpiade si tenne il 14 (qualificazioni) e il 15 luglio (finale) 1900 a Parigi.

## L'eccellenza mondiale
La specialità non è progredita di molto rispetto al 1896. Come quattro anni prima, i migliori atleti al mondo lanciano oltre 13,50 metri. Solo due (il canadese George Gray e il britannico Denis Horgan) superano i 14 metri. I due atleti, così com'erano assenti ad Atene, non partecipano neanche ai Giochi di Parigi.

## La gara
Qualificazioni e finale si disputano in due giorni diversi: sabato e domenica. Nei paesi anglosassoni non si disputano gare sportive di domenica.

Sabato gli atleti americani gareggiano e chiedono agli organizzatori di spostare la finale al lunedì. Ottenuto un diniego, cinque università proibiscono ai propri atleti di scendere in campo. Il giorno dopo non si presentano in pedana Josiah McCracken e Bob Garrett, il campione olimpico uscente. Rispettivamente secondo e terzo, non vengono però superati dagli altri atleti. Vince Richard Sheldon, che migliora il record olimpico ottenuto in qualificazione (13,80 metri) con 14,10 m.

## Risultati

### Qualificazioni
| Pos. | Nazione     | Atleta                     | Misura  |
| ---- | ----------- | -------------------------- | ------- |
| 1    | Stati Uniti | Richard Sheldon            | 13,80 m |
| 2    | Stati Uniti | Josiah McCracken           | 12,85 m |
| 3    | Stati Uniti | Bob Garrett                | 12,37 m |
| 4    | Ungheria    | Rezső Crettier             | 11,58 m |
| 5    | Grecia      | Panagiōtīs Paraskeuopoulos | 11,29 m |
| 6    | Svezia      | Gustaf Söderström          | 11,18 m |
| 7    | Ungheria    | Artúr Coray                | 11,13 m |
| 8    | Stati Uniti | Truxton Hare               | 10,92 m |
| 9    | Svezia      | August Nilsson             | 10,86 m |
| 10   | Danimarca   | Charles Winckler           | 10,76 m |
| -    | Grecia      | Sotirios Versis            | nm      |

### Finale
Domenica 15, ore 14,45.
| Pos.    | Nazione     | Atleta                     | Età | Misura  | Qualificazioni |
| ------- | ----------- | -------------------------- | --- | ------- | -------------- |
| Oro     | Stati Uniti | Richard Sheldon            | 22  | 14,10 m | 13,80 m        |
| Argento | Stati Uniti | Josiah McCracken           | 26  | nm      | 12,85 m        |
| Bronzo  | Stati Uniti | Bob Garrett                | 25  | nm      | 12,37 m        |
| 4       | Ungheria    | Rezső Crettier             | 22  | 12,07 m | 11,58 m        |
| 5       | Grecia      | Panagiōtīs Paraskeuopoulos | 25  | 11,52 m | 11,29 m        |

## Galleria d'immagini

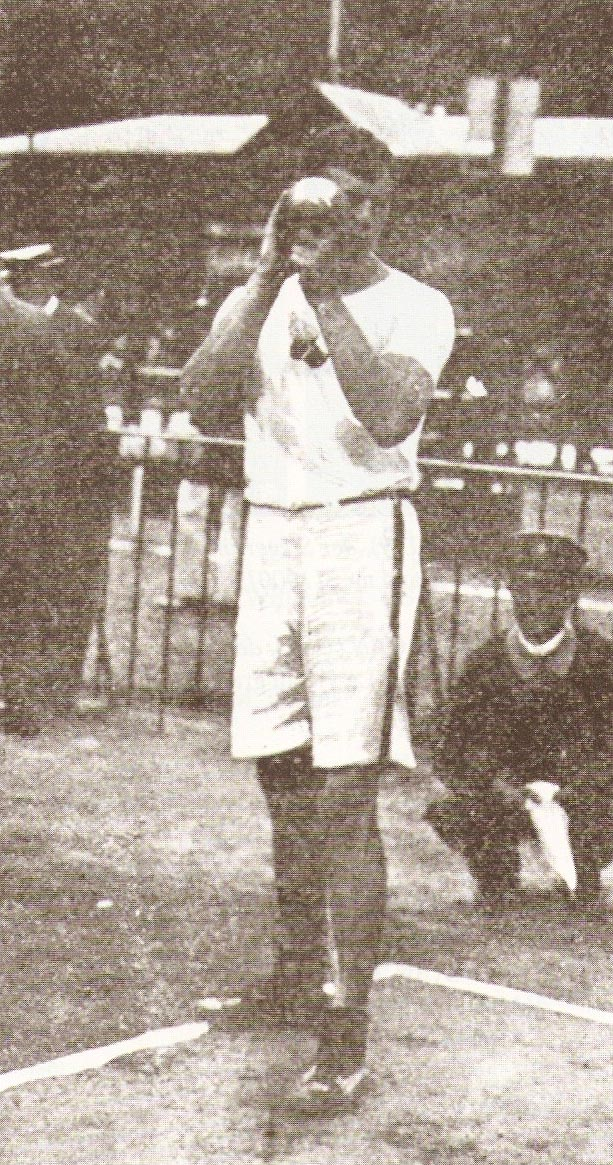
Richard Sheldon in pedana.
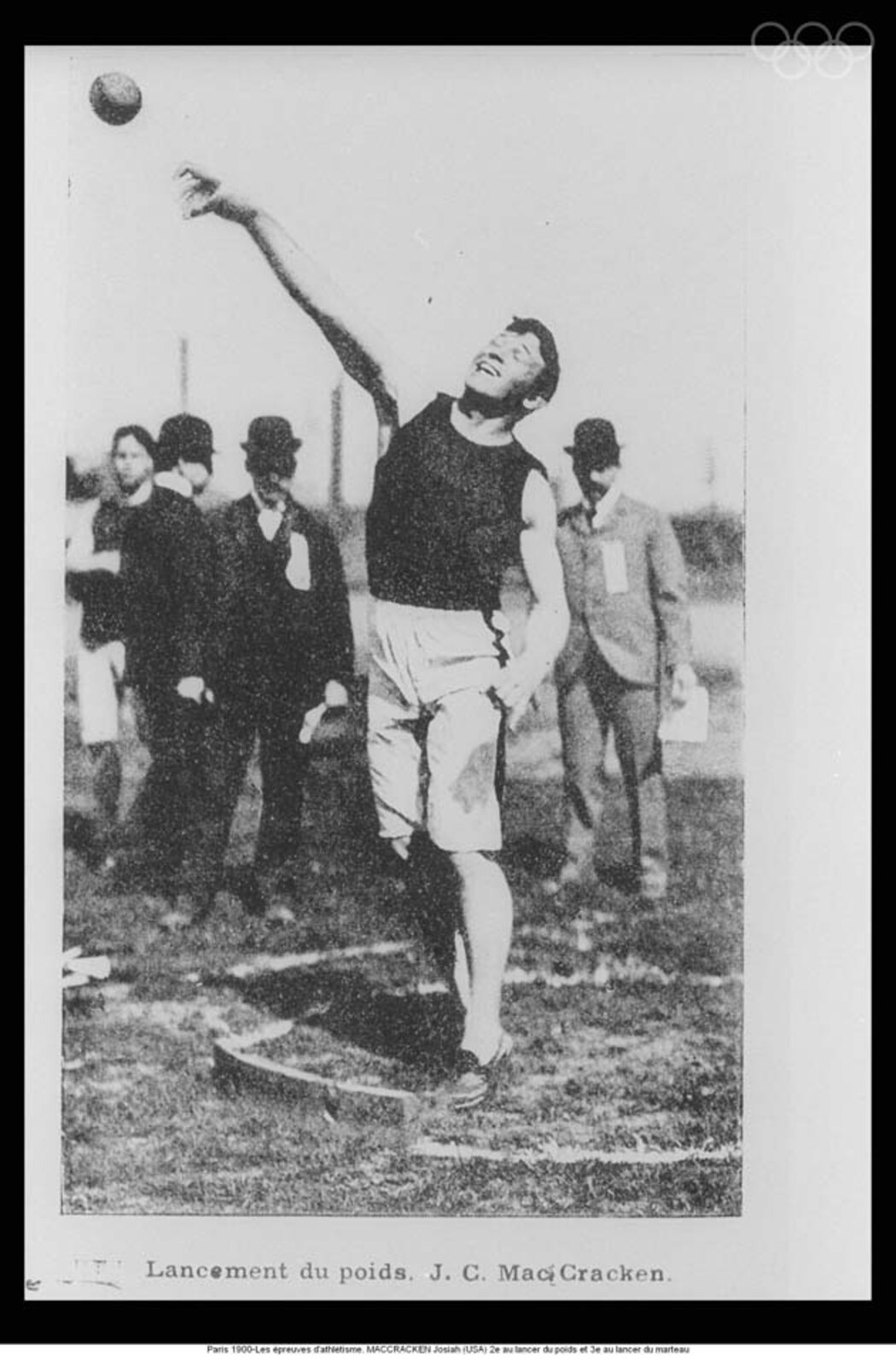
Un lancio di Josiah McCracken, il secondo classificato.